# Gà Hisex
Gà Hisex (phát âm tiếng Việt như là gà Hai-sếch hay gà Hai-xếch) là giống gà công nghiệp hướng trứng cao sản được tạo ra ở Hà Lan của hãng Euribreed. Chúng là giống gà lai tạo được tạo ra bởi công nghệ Sex link. Giống gà Hisex có 02 dòng hay giống chủ lực là gà Hisexwhiter (HW), là giống gà có lông màu trắng và gà Hisex Brown (Hai-xếch-bờ-rao) là giống gà chuyên trứng màu nâu được nhập vào Việt Nam từ Thái Lan và được nuôi nhiều ở các tỉnh phía Nam. Giống Hisex Brow được Nhà nước Việt Nam công nhận là một giống vật nuôi được phép sản xuất, kinh doanh tại Việt Nam. 

## Đặc điểm
Gà có thân hình nhỏ nhẹ, có màu lông nâu và trắng có thể phân biệt trống mái qua màu sắc lông lúc 1ngày tuổi. Sản lượng trứng đạt 290 - 300 quả/năm/mái trong 76 tuần tuổi. Khối lượng trứng 56 - 60 gam. Trứng màu nâu. Tiêu tốn thức ăn cho 10 quả trứng 1,5 - 1,7 kg. Hisex có khả năng thích nghi cao với việc thay đổi thức ăn trong quá trình nuôi.

### Hisexwhiter
Hisex White là một thắng lợi trong quá trình chọn lọc và tiến hóa. Nó đáp ứng các yêu cầu về một giống gà hướng trứng. Sản lượng trứng cao, trứng to, khối lượng trứng phù hợp, độ cứng của vỏ trứng tốt. Tiêu tốn thức ăn không cao Giống gà hướng trứng nhập nội Hisexwhiter là giống gà có tiềm năng năng suất trứng khá cao, với năng suất trứng/mái/72 tuần tuổi đạt 300 quả/năm, trong khi mức tiêu tốn thức ăn/10 quả trứng chỉ từ 1,7 - 1,8 kg, năng suất trứng có thể đạt tới 300 quả/mái/năm, tỷ lệ lòng đỏ của trứng đạt 26%, màu vỏ trắng bóng trông rất bắt mắt.
Giống gà nhập nội Hisexwhiter lai tạo đã được Bộ Nông nghiệp và phát triển Nông thôn chấp nhận cho đổi tên thành gà VCN-G15 và đưa vào danh mục giống vật nuôi được pháp sản xuất và kinh doanh tại Việt Nam. Do đó, các tên gọi sau này với gà HW được đổi lại là gà VCN-G15 và giống gà VCN-G15 lai với gà Ai Cập được đặt tên là AVGA.

### Hisex Brown
Gà Hisex Brown (phát âm tiếng Việt như là gà Hai-xếch-bờ-rao) là giống gà có kích thước trứng trung bình như lại rất đồng đều và vỏ dày. Gà giống bố mẹ có khối lượng cơ thể đến 17 tuần 1400g, tỉ lệ nuôi sống 97%. Lượng thức ăn tiêu thụ từ 18-20 tuần 5,5 kg/con. Tuổi đạt tỷ lệ đẻ 50% ở 152 ngày. Sản lượng trứng đến 78 tuần tuổi 315quả/mái, khối lượng trứng 63g. Lượng thức ăn tiêu thụ từ 140 ngày tuổi là 116g/con/ngày. Tiêu tốn thức ăn cho 1 kg trứng là 2,36 kg và cho 10 quả trứng là 1,49 kg. Khối lượng cơ thể vào cuối thời kì đẻ là 2150g/mái.
Gà mái đẻ thương phẩm đạt tỷ lệ đẻ 5% ở 20 tuần tuổi, đỉnh cao tỷ lệ đẻ khoảng 92%. Thời gian đạt tỷ lệ đẻ cao trên 90% kéo dài khoảng 10 tuần. Khối lượng trứng trong tuần đẻ đầu là 46g và tăng dần cho đến khi kết thúc là 67g. Sẩn lượng trứng đến 78 tuần tuổi là 307 quả/mái. Tỉ lệ chết trong thời kỳ đẻ trứng là 5,8%. Khối lượng gà mái khi kết thúc đẻ khoảng 2,15 kg/con. Lượng thức ăn tiêu thụ đến hết 78 tuần tuổi là 47 kg/con.
Ảnh hưởng của vị trí chuồng nuôi đến năng suất và chất lượng trứng gà đẻ trứng thương phẩm Hisex Brown từ 40 – 51 tuần tuổi, nhiệt độ ở vị trí cuối chuồng có khuynh hướng tăng trong khi ẩm độ có khuynh hướng giảm. Vị trí lồng chuồng có ảnh hưởng trực tiếp đến tỉ lệ đẻ và vì thế có ảnh hưởng lên tiêu tốn thức ăn/trứng/ngày. Ảnh hưởng của vitamin C và E lên năng suất sinh trưởng của gà con hậu bị giống Hisex Brown trên gà con 21 ngày tuổi, gà con có khối lượng trung bình tương đương nhau. Gà được cho ăn với chế độ ăn hạn chế, nước uống được cung cấp tự do. 

## Giống lai
Giống gà Hisexwhiter là nền để lai tạo nên giống gà Gà VCN-G15, gà này có nguồn gốc từ gà trống Hisex White (từ Ucraina được nhập vào Việt Nam tháng 5/2007 thông qua dự án DA15) với giống gà mái thả vườn của Ai Cập. Giống gà này nhanh nhẹn nên có thể nuôi theo nhiều hình thức như nuôi nhốt tập trung, nuôi bán thả hoặc nuôi trong nông hộ. Các hình thức nuôi này đều cho năng suất trứng cao hơn hẳn so với các giống gà khác.
Trứng gà có vỏ dày, màu trắng hồng, tỷ lệ lòng đỏ cao có chất lượng tốt, đặc biệt giống gà này cho năng suất đẻ trứng đạt rất cao từ 260 - 265 trứng/con mái/72 tuần Chúng có sức sống tốt, tỷ lệ nuôi sống cao (trên 90%), bước sang tuần thứ 21 trọng lượng đạt 1,3 kg/con, gà bắt đầu đẻ trứng cho đến tuần thứ 32 tỷ lệ đẻ trứng đến 80,4%. Sản lượng trứng trung bình đạt 224,15 quả/con/52 tuần.